# 堯利區 (萬卡韋利卡省)

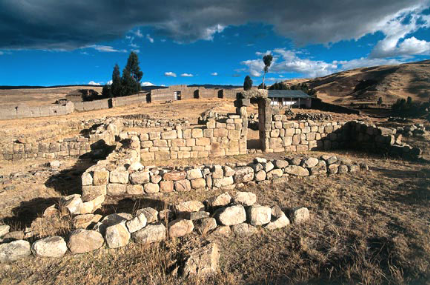

堯利區（西班牙語：Distrito de Yauli），是秘魯的一個區，位於該國中南部萬卡韋利卡大區的萬卡韋利卡省，始建於1962年6月23日，面積319.92平方公里，海拔高度3,391米，2005年人口25,113，人口密度每平方公里78人。